# سيجا سامي القابضة
سيجا سامي القابضة (بالإنجليزية: Sega Sammy Holdings)‏، هو تكتل ياباني عالمي قابض ، تأسس في 2004 من خلال إندماج شركتي سيجا، وسامي، يقع مقره حالياً في طوكيو. كلا الشركتين منخرطتان في صناعة الترفيه (سيجا مع ألعاب الفيديو المنزلية وألعاب الفيديو المنزلية، سامي مع آلات باتشينكو).

## تاريخ الشركتان

### سيجا
سيجا (بالإنجليزية: Sega ؛ باليابانية: セガ) هي شركة ألعاب فيديو عالمية، ومنتجة لأنظمة ألعاب الفيديو حتى عام 2001. تأسست عام 1940. يقع مقرها الرئيسي في مدينة طوكيو، اليابان. ويوجد سيجا فرع في كاليفورنيا، الولايات المتحدة الأمريكية، ويسمى سيجا أمريكا (Sega of America)، تمتلك جزء منه شركة فياكوم. كما يوجد فرع في أوروبا يسمى سيجا أوروبا (Sega of Europe)، ويقع في لندن، إنجلترا، المملكة المتحدة.
تأسست سيجا عام 1940 تحت مسمى الألعاب القياسية (Standard Games) في ولاية كاليفورنيا الأمريكية بواسطة مارتن بروميلي، وإرفينغ برومبيرغ، وجيمز همبيرت، وكانت تقدم خدمات ترفيهية. ثم اقترح مارتن بروميلي أن تنتقل الشركة إلى عاصمة اليابان طوكيو في 1951. في شهر مايو عام 1952 سجلت الشركة تحت مسمى ألعاب خدمات اليابان (Service Games of Japan)، والاسم الحالي للشركة مكون من أول حرفين لهذا الاسم (SEGA).
في عام 1999 أطلقت سيجا آخر أجهزتها وهو دريم كاست، إلا أنه لم يحقق نجاحاً كبيراً. قررت الشركة بعد ذلك أن تتوقف عن صناعة أنظمة ألعاب الفيديو، ولكنها أصبحت الآن شركة منتجة للألعاب على أجهزة الجيل الحالي.

### سامي
شركة سامي (بالإنجليزية: Sammy)، هي شركة ألعاب يابانية تقوم بصناعة وتوزيع ألات الباتشيسلوت وباتشينكو، وألعاب الأركيد، تأسست عام 1975، يقع مقرها في شيناغاوا ، طوكيو. يوجد فرع في كوريا الجنوبية، ويقع مقره في سيول. شركة سامي، هي شركة تابعة لمجموعة الترفيه سيجا سامي القابضة، والتي تكونت عام 2004 من خلال اندماجها مع سيجا.